# Carol Jane Anger Rieke
Pour les articles homonymes, voir Rieke.
Carol Jane Anger Rieke (17 janvier 1908 - 31 décembre 1999) est une astronome, chimiste informaticienne et enseignante de mathématiques américaine. Elle a co-écrit des articles avec le lauréat du prix Nobel de chimie Robert Mulliken.

## Enfance et éducation
Carol Jane Anger est originaire d'Evanston, dans l'Illinois. Elle fréquente l'université Northwestern, où elle obtient d'excellentes notes et remporte plusieurs prix, dont une coupe en 1926 en tant que « meilleure tireuse à la carabine de l'Université ». Elle poursuit des études supérieures en astronomie au Radcliffe College et travaille à Harvard avec Cecilia Payne-Gaposchkin et Harlow Shapley. Elle obtient son doctorat en 1932, avec le lauréat du prix Nobel John Hasbrouck van Vleck comme conseiller. Sa thèse, intitulée Spectroscopic Parallaxes of Galactic and Moving Clusters (« Parallaxes spectroscopiques des amas galactiques et mobiles »), remporte le prix Caroline Wilby pour la meilleure thèse de Radcliffe cette année-là. Elle passe un an à l'Observatoire de Harvard en tant que récipiendaire de la bourse de recherche Sarah Berliner de l'American Association of University Women,. Rieke poursuit son travail postdoctoral sur la chimie computationnelle à l'université de Chicago, sous la direction du lauréat du prix Nobel Robert Mulliken.

## Carrière
Carol Jane Anger est élue membre de l'American Astronomical Society lors de sa réunion à Chicago en 1930. Après son mariage, le cours de la carrière scientifique de Carol Rieke dépend de manière significative de l'orientation professionnelle de son mari. Elle continue à faire des mesures spectroscopiques à l'Observatoire de Harvard après avoir terminé son travail de doctorat. En 1938, elle participe à la 4e Conférence annuelle de Washington sur la physique théorique à l'université George-Washington ; elle est la seule femme scientifique présente et sur les photos de groupe, aux côtés de John von Neumann, Edward Teller, George Gamow, Hans Bethe et Subrahmanyan Chandrasekhar.
Elle est coautrice d'articles avec Mulliken lorsqu'elle vit à Chicago,. Lorsque les Rieke déménagent au Massachusetts pendant la Seconde Guerre mondiale, elle travaille sur les contre-mesures radar. Après la guerre, son mari rejoint la faculté de physique de l'université Purdue, mais les règles de népotisme ont fait qu'elle n'a pas pu devenir membre de la faculté ; elle est donc chargée de cours en mathématiques. Lorsque le couple revient à Chicago, elle enseigne les mathématiques au South Suburban College tout en reprenant ses recherches en chimie avec Mulliken,.
Les publications scientifiques de Carol Rieke comprennent A study of the spectrum of alpha2 Canum Venaticorum (Astrophysical Journal, 1929), Wave-Length Standards in the Extreme Ultraviolet (Phys. Rev. 1936, avec Kenneth R. More), Molecular electronic spectra, dispersion and polarization : The theoretical interpretation and computation of oscillator strengths and intensities (Reports on Progress in Physics 1940, avec Mulliken), Hyperconjugation (Journal of the American Chemical Society 1941, avec Mulliken et Weldon G. Brown), Bond Integrals and Spectra With an Analysis of Kynch and Penney's Paper on the Heat of Sublimation of Carbon (Rev. Mod. Phys. 1942, avec Mulliken).
Carol Rieke est membre élue du conseil d'administration du Bremen Community High School District 228 de 1957 à 1963, alors que ses enfants y sont scolarisés,. Elle s'est également engagée dans la League of Women Voters et les Girl Scouts de la banlieue de Chicago, et est active au sein du Harvard-Radcliffe Club de Chicago.
Le South Suburban College crée une bourse d'études annuelle pour Carol Rieke,.

## Vie personnelle
Carol Jane Anger épouse le physicien Foster Frederick Carol Rieke en 1932. Ils ont deux enfants, George et Katharine. Leur fils George H. Carol Rieke devient astronome et épouse une autre astronome, Marcia J. Carol Rieke. Leur fille Katharine Carol Rieke Lawson fait partie de la faculté de l'Albert Einstein College of Medicine à New York,. Carol A. Rieke devient veuve avec le décès de Foster Rieke en 1970. Elle décède fin 1999, à l'âge de 91 ans, à Tucson, en Arizona.